# 福田裕也
福田裕也（ふくだ ゆうや、1988年7月21日 - ）は日本の俳優。埼玉県出身。株式会社pyxis（ピクシス）所属。身長175cm。

## 経歴
- 2009年4月：ワタナベエンターテイメントカレッジ入学
- 2011年3月：同校卒業
- 2011年3月：堀江慶監督主催のワークショップにて演技向上中。

### 舞台
- 2011年：千葉哲也演出舞台「袖垂れはどこだ」出演
- 2012年5月：中目黒 キンケロ劇場・堀江慶 作 舞台＜体感季節＞
- 2012年7月：六本木 俳優座劇場・堀江慶 作・演出 舞台＜雷神＞
- 2013年11月：東京フォーラム＜銀河英雄伝説 第四章 前篇 激突前夜＞

### 映画
- 2011年：堀江慶監督映画「センチメンタルヤスコ」出演

## 人物・エピソード
- 趣味は読書とスポーツ。硬式テニスとなわとびが得意。幼稚園〜小学校6年生まで、サッカーを習い、中学はバスケ部に入り、高校はテニスと球技スポーツが大好き。
- 周りの友人からは横顔とかが、佐々木蔵之介そっくりと言われることが多い。
- 高校卒業後、専門学校に通っていたが、当時、興味があった演技がやりたくて、卒業後東京に出てきて演技を始める。当時通っていた養成学校にて堀江慶監督に出会い、師事し、役者になることを固く決意する。
- ストイックな役作りをモットーにしているらしい。
- シリアスな役柄が多い一方　舞台＜体感季節＞で演じたおちゃらけた芝居にも定評がある。